# روي بوميروي
روي بوميروي (بالإنجليزية: Roy Pomeroy)‏ هو منتج أفلام ومصمم الإنتاج ومخرج أمريكي، ولد في 20 أبريل 1892 في دارجلينغ في الهند، وتوفي في 3 سبتمبر 1947 في لوس أنجلوس في الولايات المتحدة.

## وصلات خارجية
- روي بوميروي على موقع IMDb (الإنجليزية)
- روي بوميروي على موقع أول موفي (الإنجليزية)
- روي بوميروي على موقع قاعدة بيانات الأفلام السويدية (السويدية)
- روي بوميروي على موقع قاعدة بيانات الفيلم (الإنجليزية)
- روي بوميروي على موقع كينوبويسك (الروسية)